# Long Baseline
Long Baseline (LBL) ist ein Unterwassernavigationssystem, das auf Wasserschall basiert. Dazu werden am Meeresboden an definierten Positionen mehrere Hydrophone abgesetzt, ein sog. Array. Das Objekt, dessen Position bestimmt werden soll (i. d. R. ein AUV), verfügt ebenfalls über ein Sende-Empfangshydrophon. Es sendet ein Signal zu dem Hydrophonarray am Meeresboden. Die Hydrophone antworten. Aus den Laufzeiten zwischen dem Absenden des ersten und dem Empfangen des zweiten Signals werden die Entfernungen berechnet.
Wegen des großen Aufwands, die Hydrophone auszubringen und am Meeresboden zu positionieren, ist das System für die Positionierung von an der Oberfläche schwimmenden Objekten, wie Forschungsschiffen oder Bohrplattformen, inzwischen vollständig von der Satellitennavigation verdrängt worden. Gegenüber dem weniger aufwändigen USBL-Verfahren, hat LBL den Vorteil höherer Genauigkeit.